# Margarito Salazar Cárdenas
Margarito Salazar Cárdenas (* 22. Februar 1958 in Heroica Matamoros, Tamaulipas, Mexiko) ist ein mexikanischer Geistlicher und römisch-katholischer Bischof von Matehuala.

## Leben
Margarito Salazar Cárdenas wurde am 11. Juni 1988 zum Diakon geweiht. Er empfing am 12. Juni 1989 das Sakrament der Priesterweihe für das Bistum Matamoros.
Am 3. März 2018 ernannte ihn Papst Franziskus zum Bischof von Matehuala. Der Erzbischof von San Luis Potosí, Jesús Carlos Cabrero Romero, spendete ihm am 24. Mai desselben Jahres die Bischofsweihe. Mitkonsekratoren waren der Bischof von Querétaro, Faustino Armendáriz Jiménez, und der Bischof von Matamoros, Eugenio Andrés Lira Rugarcía.